# Bengt Olov Abrahamsson
Bengt Olov Abrahamsson, född 1924 i Uppsala, död 1989, var en svensk konstnär.
Hans konst består av detaljrika naivistiska genrebilder och landskap. Abrahamsson är representerad vid Stockholms stadsbibliotek och Arkivet för naivistisk konst i Jönköping.